# Yuyuniz de Caso
Pour les articles homonymes, voir de Caso.
Yuyuniz Navas (née Yiuyiuniz María Navas de Caso le 26 février 1972 à Bogota) est une actrice chilienne.

## Biographie
Son père est Reynaldo Navas et sa mère est Eliana (Eli) de Caso. Sa sœur est Krishna de Caso, qui naît comme Krishna Navas de Caso.

## Télévision

### Telenovelas
- 1996 : Loca piel (TVN) : Alejandra Foster
- 1999 : Aquelarre (TVN) : Ricarda Patiño

### Programmes
- 2012 : Mundos opuestos (Canal 13)
- 2012, 2014 : Mujeres primero (La Red) : Elle-même (Invitée)
  - Saison 2 de Mujeres primero (2012) : 1 épisode (26 septembre)
  - Saison 4 de Mujeres primero (2014) : 1 épisode (13 mars)